# 華純沙那
華純沙那（日语：／，12月1日—），寶塚歌劇團雪組娘役。暱稱、，兵庫縣寶塚市人，曾就讀於西宮市立西宮高等學校，身高160公分。

## 簡介
- 2020年，進入寶塚歌劇團。106期生[3]，同期生有花妃舞音(現月組娘役)、華世京(現雪組男役)[2]。初次登台表演是月組公演『WELCOME TO TAKARAZUKA-雪と月と花と-(WELCOME TO TAKARAZUKA ─雪與月和花─)』『ピガール狂騒曲(皮加勒狂想曲)』[2][3][4]，之後被分到雪組[2][3]。
- 2022年，擔任『夢介千両みやげ(夢介千兩冤大頭)』新人公演女主角。[2][5]2023年梅田藝術劇場、日本青年館公演『双曲線上のカルテ(雙曲線上的診斷書，改編渡辺淳一原作小說「無影燈」)』則是她第一次擔任東上(東京特別公演)女主角[6][7]。

## 寶塚歌劇團時期

### 初舞台
- 2020年9月25日 寶塚大劇場 月組『WELCOME TO TAKARAZUKA-雪と月と花と-(WELCOME TO TAKARAZUKA ─雪與月和花─)』『ピガール狂騒曲(皮加勒狂想曲)』[8]

### 雪組時期
- 2021年1-4月 『fff-フォルティッシッシモ-(fff －Fortississimo－～歡聲高唱！～)』『シルクロード〜盜賊と寶石〜(絲路～盜賊與寶石～)』[9]
- 2021年5-6月 寶塚Bow Hall、KAAT神奈川藝術劇場『ほんものの魔法使(真實的魔法師，改編自保羅·葛里克原作小說「The man who was magic」)』[10][11]
- 2021年8-11月 『CITY HUNTER(城市獵人)』新人公演 飾演:アルマ・ダヤン(阿爾瑪‧潭亞)(正式公演:夢白あや)『Fire Fever!(火焰狂熱)』[2][12]
- 2022年1月 寶塚Bow Hall『Sweet Little Rock 'n' Roll』飾演:ミリー(米莉)[2][13]
- 2022年3-6月 『夢介千両みやげ(夢介千兩冤大頭)』新人公演 飾演:阿銀(正式公演:朝月希和)『Sensational!(精彩繽紛!)』[2][14][15][16]＊第一次擔任新人公演女主角
- 2022年7-8月 梅田藝術劇場、日本青年館 『心中・恋の大和路(心中戀之大和路，改編近松門左衛門原作人形淨琉璃「冥途の飛脚」)』[17]
- 2022年10-12月 『蒼穹之昴』飾演:楊青筠 新人公演 飾演:珍妃(正式公演:音彩唯)[18]
- 2023年2-3月 KAAT神奈川藝術劇場、梅田藝術劇場 『海辺のストルーエンセ(海邊的施澤林特)』飾演:エリザベート・フォン・エイベン(侍女伊麗莎白・馮・艾本)[19]
- 2023年4-7月 『Lilac（ライラック）の夢路(紫丁香之夢路)』新人公演 飾演:コンスタンツ(康斯坦絲)(正式公演:杏野このみ)『ジュエル・ド・パリ!!(Jewel de Paris!!─巴黎的寶石─)』[20]
- 2023年8-9月 梅田藝術劇場、日本青年館『雙曲線上のカルテ(雙曲線上的診斷書，改編渡辺淳一原作小說「無影燈」)』飾演:モニカ・アッカルド(莫妮卡・阿卡多)[21][22][23]＊第一次擔任東上(東京特別公演)女主角
- 2023年12月1-13日 寶塚大劇場 『ボイルド・ドイル・オンザ・トイル・トレイル(沸騰的道爾踏上艱辛之路)』飾演:コニー・ドイル(康妮·道爾)『FROZEN HOLIDAY（フローズン・ホリデイ）(冰雪假期)』[24]＊和其他人輪流擔任每日謝幕領唱的歌姬(エトワール)
- 2023年12月 宝塚ホテル(寶塚飯店)和希そらディナーショー『Vie.』(和希そら聖誕特別晚餐秀「Vie.」)[25]
- 2024年1-2月 東京寶塚劇場 『ボイルド・ドイル・オンザ・トイル・トレイル(沸騰的道爾踏上艱辛之路)』飾演:コニー・ドイル(康妮·道爾) 新人公演 飾演:ビアトリス・エリザベス・B・ハリスン(碧翠絲·伊麗莎白·B·哈里森)(正式公演:音彩唯)『FROZEN HOLIDAY（フローズン・ホリデイ）(冰雪假期)』[24]
- 2024年4-5月 『仮面のロマネスク(假面羅曼史，改編德拉克洛原作「危險關係」)』飾演:セシル(瑟西爾)『Gato Bonito!!』[26]※全國巡迴公演
- 2024年7-10月 『ベルサイユのばら-フェルゼン編-(凡爾賽玫瑰-菲爾遜篇)』飾演:小公女 新人公演 飾演:モンゼット公爵夫人(正式公演:萬里柚美)[27]
- 2024年11月30日 東京建物Brillia HALL 『愛の不時著(愛的迫降，翻拍自同名韓劇改編之韓國音樂劇)』飾演:ソ・ダン(徐丹)[28]
- 2025年3-6月 『ROBIN THE HERO(罗宾汉)』飾演:スカーレット・パーカー(斯嘉麗·派克) 新人公演 飾演:精霊シルフ(風精靈西爾芙)(正式公演:愛羽あやね)『オーヴァチュア！(序曲)』[29]
- 2025年8月 寶塚Bow Hall 『ステップ・バイ・ミー(站在我這邊)』[30]
- 2025年11月-2026年2月『ボー・ブランメル～美しすぎた男～(美男布魯梅爾)』『Prayer～祈り～(祈禱)』[31]

## 外部連結
- 寶塚官網華純沙那介紹頁面 （页面存档备份，存于）